# Eroberungskrieg
Der Eroberungskrieg ist eine militärische Invasion, bzw. eines Krieges, der geführt wird, um den eigenen Machtbereich um Gebiete eines anderen Staates zu erweitern. Das Ziel ist es, Gebietshoheit über ein bisher fremdes Gebiet zu erlangen. Oft ist er ein Angriffskrieg; er gilt heute nicht als gerechter Krieg. Der Eroberungskrieg ist völkerrechtswidrig – spätestens seit 1928 (Briand-Kellogg-Pakt) – wie jüngere Forschung gezeigt hat, wurde er aber auch schon zuvor problematisiert.
Der Eroberungskrieg unterscheidet sich mit diesem Ziel unter anderem
- vom Bürgerkrieg, in dem politische Interessen innerhalb eines Landes ausgefochten werden,
- vom Befreiungskrieg, der auf die Erringung der Souveränität gegen Besatzung und Unterdrückung abzielt,
- und vom Erbfolgekrieg, bei dem es um indirekte politische Interessen in anderen Ländern geht.

Weitere gegensätzliche Gründe für Kriege sind z. B. die Sicherung von Handelswegen und Rohstoffquellen, politische Einflussnahme bzw. Erweiterung des Machtbereichs der politischen Ideologie, oder der Schutz von Zivilisten oder eigener Bürger vor Übergriffen radikaler Gruppen. Auch ein Grenzkrieg ist nicht direkt ein Eroberungskrieg, da es in der Regel um die Sicherung oder Festlegung des Grenzverlaufs nach der eigenen Anschauung geht.

## Begriff
Oft lässt sich die Art eines Krieges nicht eindeutig bestimmen, weil mehrere Gründe bzw. Motive eine Rolle spielen und/oder der wahre Grund ideologisch verschleiert wird, zumindest zu den Zeiten, in denen eine Legitimation des eigenen Handelns gegenüber dem Volk oder der internationalen Politik erfordert ist.
Der Begriff steht unabhängig davon, ob der Krieg ein Angriffs-, ein Verteidigungs- oder ein Präventivkrieg ist. Diese Begriffe definieren sich über den Verlauf des Konflikts, während sich der Eroberungskrieg aus dem Primärziel definiert.